# بيت الشدة (مسلسل)
بيت الشدة هو مسلسل تلفزيوني مصري عُرض في شهر رمضان عام 1443 هـ (2 أبريل 2022م)، من بطولة وفاء عامر وأحمد وفيق وإيهاب فهمي ومحسن منصور ومها أحمد ومحمد مهران، من تأليف ناجي عبد الله ومن إخراج وسام المدني.

## قصة المسلسل
تعود حفيدة مشعوذ وساحر وتدعى «فلك» برفقة أبنائها إلى بيت أسلافها المدعو (بيت الشدة) الملعون بسبب قيام سكانه قديمًا بقتل الأشخاص العابرين أمامه لتناول لحمهم أثناء الشدة المستنصرية، وذلك لأجل الانتقام من الذين حرقوا المنزل قديمًا، في ظل وجود لعنة تطارد ابنها سيف وهي سيطرة روح الجد على جسده، فتجد نفسها في مواجهة تصدي أهل الحارة لها بقيادة «مختار» وسرعان ما تطور الأمور.

## طاقم التمثيل
- وفاء عامر: (فلك)
- أحمد وفيق: (مختار)
- إيهاب فهمي: (ناصر)
- محسن منصور: (الشيخ عبد القادر)
- مها أحمد: (منى)
- سماح السعيد: (فايزة - زوجة مختار)
- محمد مهران: (سيف - ابن فلك)
- مدحت تيخا: (روماني)
- أحمد التهامي: (سالم)
- بسنت حاتم: (وجد - ابنة فلك)
- صبحي خليل: (درويش)
- عمرو رمزي: (أمير - زوج فلك)
- صبري عبد المنعم: (توفيق)
- لبنى ونس
- رحاب حسين: (بسمة - مساعدة ناصر)
- هالة سرور: (مها - زوجة ناصر)
- أحمد ماجد: (أحمد - ابن مختار)
- عبد الباري سعد: (عمرو - ابن مختار)
- مصطفى عمر: (أبو فودة)
- محمود زكي
- أسماء ماهر: (إنجي - ابنة منى)
- عمر محمد فوزي: (ابن منى)
- زهرة الحاروفي: (نجاة)
- هدير الديب: (يارا - مذيعة)
- مريم صبري: (آية)
- جمال عبد الرازق: (مينا - مصور صحفي)
- إيمان تامر: (طفلة)
- جودي كرم: (طفلة)
- سلمى الشوربجي: (طفلة)
- آدم حسام: (طفل)

## فريق العمل
- إخراج: وسام المدني
- تأليف: ناجي عبد الله
- إنتاج: إكسيليفون للإنتاج الفني
- منتج فني: عوض ماهر
- مدير التصوير: عزمي الرحماني
- مونتاج: سامح صلاح
- موسيقى تصويرية: مينو